# My Kind of Christmas
My Kind of Christmas é o terceiro álbum de estúdio e o primeiro de Natal da artista musical norte-americana Christina Aguilera, lançado a 24 de outubro de 2000 através da editora discográfica RCA Records. As gravações decorreram entre 1999 e 2000, nos estúdios Royaltone, Ocean Way Nashville e Signet Sound, e durante a digressão de promoção dos primeiros dois discos de originais da cantora, Christina Aguilera e Mi reflejo. O trabalho contém versões de Christina de músicas tradicionais natalícias, como "Have Yourself a Merry Little Christmas" e "Angels We Have Heard on High", bem como temas originais com incorporações de elementos dançáveis. Ron Fair, The Matrix, Robbie Buchanan, Barry Harris e Chris Cox estiveram a cargo da produção inteira do trabalho.
O projeto acabou por receber críticas não-consensuais, e até algumas negativas, por parte dos especialistas de música. My Kind of Christmas foi criticado pela sua estrutura musical, bem como pelo tipo de vocais entregues por Aguilera. Comercialmente, o disco atingiu a 28.ª posição da tabela musical norte-americana Billboard 200, sendo posteriormente certificado com disco de platina pela Recording Industry Association of America (RIAA), pelas mais de um milhão de unidades vendidas. A intérprete promoveu o lançamento através de concertos em programas de televisão, como The Early Show e o Late Show with David Letterman, atuando ainda num espetáculo especial do canal ABC, que mais tarde foi lançado em DVD a junho de 2001, intitulado My Reflection.

## Antecedentes e direção musical
Aguilera começou a gravar My Kind of Christmas no final do ano de 1999, coincidindo com a digressão que estava a realizar para promover o seu álbum de estreia, Christina Aguilera (1999), e o seu primeiro trabalho em espanhol, Mi reflejo (2000). As sessões de gravação decorreram nos estúdios Royaltone, Ocean Way Nashville e Signet Sound e duraram até metade de 2000. Inicialmente, "Merry Christmas, Baby" contaria com a participação de Etta James, no entanto, essa versão acabou por ser descartada e o escolhido para a substituição foi Dr. John. O disco é composto por temas de música natalícia e dance-pop, composto na sua maioria por versões próprias de clássicos de Natal e ainda novo material, como "Christmas Time", "This Year" e o interlúdio "Xtina's Xmas". "Have Yourself a Merry Little Christmas" e "Merry Christmas, Baby" são duas baladas "emotivas" e construídas com apoio orquestral. "Christmas Time", composta por Diane Warren, em conjunto com "These Are the Special Times", foram consideradas duas canções "penosas". "The Christmas Song (Holiday Remix)" foi remasterizada com alterações instrumentais para incluir batidas dançáveis e serviu como foco de promoção do álbum.

## Lançamento e promoção
O álbum foi lançado a 24 de outubro de 2000, através da editora discográfica RCA Records, como terceiro disco da cantora nos Estados Unidos. O seu lançamento ocorreu em dois formatos: CD e cassete. Para a promoção do projeto, Aguilera acabou por realizar um número de concertos em programas de televisão, como The Rosie O'Donnell Show, The Early Show e Late Show with David Letterman. A 10 de dezembro de 2000, a artista interpretou "The Christmas Song", "Genie in a Bottle" e "What a Girl Wants" durante um evento na Franklin High School, em Milwaukee, Wisconsin, para um público constituído por 1,300 estudantes. Foi ainda realizado um espetáculo especial nesse mesmo mês, exibido pela ABC, onde Christina cantou "Have Yourself A Little Merry Christmas" com Brian McKnight, "Merry Christmas, Baby" com Dr. John e "Christmas Time" com Lil' Bow Wow. A peça musical foi filmada e lançada em DVD em 2001, com o título My Reflection.

## Receção pela crítica
| Críticas profissionais           | Críticas profissionais |
| Avaliações da crítica            | Avaliações da crítica  |
| Fonte                            | Avaliação              |
| -------------------------------- | ---------------------- |
| Allmusic                         | [ 3 ]                  |
| Entertainment Weekly             | (C)                    |
| Rolling Stone                    | (negativa)             |
| The Atlanta Journal-Constitution | (mista)                |
| The Austin Chronicle             | [ 10 ]                 |

O projeto recebeu críticas não-consensuais e negativas por parte dos críticos especializados em música. O editor da Allmusic Stephen Thomas Erlewine considerou que "nenhuma das novas músicas se destaca" mas considerou-as faixas "sólidas" e o trabalho "sugere que [este] pode não ser mais um disco" natalício. Chris Willman, da revista Entertainment Weekly,  também deu uma revisão mista comentando que a cantora canta de uma forma "tão selvagem que o oxigénio da cabine [de som] não deve ter sido suficiente para sustentar uma outra forma de vida". Willman considerou ainda que o CD tem "boas canções", mas que se Etta James tivesse participado seria sim "algo especial". Jaan Uhelszki, da publicação mensal Rolling Stone, criticou negativamente o esforço vocal de Aguilera, afirmando que "é apenas mais um fórum para mostrar a bagagem formidável de ginástica vocal sem um pingo de sinceridade ou calor". "Forçado" e "exagerado" foram outros dois adjetivos salientes na análise do repórter, seguindo a mesma linha da opinião do jornal The Atlanta Journal-Constitution, que escreveu uma crítica mista em relação ao álbum devido à considerada falta de habilidade vocal de Christina ao longo do mesmo. Christopher Gray, do The Austin Chronicle, atribuiu duas estrelas de cinco possíveis, revelando que a intérprete, na sua opinião, "certamente tem as cordas vocais [suficientes] para durar mais que tal jejum absurdo, mas tem que aprender alguma subtileza em primeiro lugar, e canções de Natal não são exatamente o melhor material para praticar [tal coisa]". O sítio da Internet Popcrush realizou uma lista dos melhores discos de Natal, considerando My Kind of Christmas um deles, com a colaboradora Alexandra Capotorto a sublinhar os vocais colocados nos temas "memoráveis".

## Desempenho comercial
Após o seu lançamento, o álbum estreou-se na 38.ª posição da Billboard 200, e mais tarde atingiu a 28.ª como melhor. Conseguiu liderar na tabela musical Billboard Holiday Albums, e posteriormente, foi certificada com disco de platina pela Recording Industry Association of America (RIAA) pelas vendas avaliadas em 1 milhão e 15 mil cópias. No final de 2000, My Kind of Christmas passou a ser o segundo disco festivo mais vendido do ano, e Aguilera, uma das quatro artistas a registar tal recorde, em conjunto com Amy Grant (1992), Mariah Carey (1994) e Jackie Evancho (2010). A faixa "The Christmas Song" tornou-se no terceiro tema da cantora a entrar nas vinte primeiros singles mais vendidos da Billboard Hot 100, alcançando o número 18, e ainda o 22.º no Canadá. Em 2015, "Have Yourself a Merry Little Christmas" entrou na Billboard Holiday 100, no 31.º lugar.

## Alinhamento de faixas
| N.º            | Título                                                    | Compositor(es)                                                                    | Produtor(es)                           | Duração |  |
| 1.             | "Christmas Time"                                          | Chaka Blackmon, Steven Brown, Ray Cham, Alex Alessandroni, Ron Fair               | ChakDaddy, Sol Survivor, E. Dawk, Fair | 4:02    |  |
| 2.             | "This Year"                                               | Lauren Christy, Graham Edwards, Scott Spock, Charlie Midnight, Christina Aguilera | The Matrix, Fair                       | 4:13    |  |
| 3.             | "Have Yourself a Merry Little Christmas"                  | Ralph Blane, Hugh Martin                                                          | Fair                                   | 4:03    |  |
| 4.             | "Angels We Have Heard on High"                            | Tradicional                                                                       | ChakDaddy, Sol Survivor, E. Dawk, Fair | 4:09    |  |
| 5.             | "Merry Christmas, Baby" (com Dr. John)                    | Lou Baxter, Johnny Moore                                                          | Fair                                   | 5:43    |  |
| 6.             | "O Holy Night"                                            | Adolphe Adam                                                                      | Fair                                   | 4:49    |  |
| 7.             | "These Are the Special Times"                             | Diane Warren                                                                      | Robbie Buchanan, Fair                  | 4:31    |  |
| 8.             | "This Christmas"                                          | Donny Hathaway, Nadine McKinnor                                                   | Fair                                   | 4:02    |  |
| 9.             | "The Christmas Song (Chestnuts Roasting on an Open Fire)" | Mel Tormé, Robert Wells                                                           | Fair                                   | 4:25    |  |
| 10.            | "Xtina's Xmas"                                            |                                                                                   | "Bassy" Bob Brockmann                  | 1:32    |  |
| 11.            | "The Christmas Song (Holiday Remix)"                      | Tormé, Wells                                                                      | Barry Harris, Chris Cox, Fair          | 4:01    |  |
| Duração total: | Duração total:                                            | Duração total:                                                                    | Duração total:                         | 45:25   |  |

## Desempenho nas tabelas musicais
| Tabela musical (2000)                     | Melhor posição |
| ----------------------------------------- | -------------- |
| Estados Unidos - Billboard 200            | 28             |
| Estados Unidos - Billboard Holiday Albums | 1              |
| Japão - Japanese Albums Chart             | 78             |
| Tabela musical (2002)                     | Melhor posição |
| África do Sul - South African Albums      | 29             |
| Tabela musical (2006)                     | Melhor posição |
| Reino Unido - UK Budget Albums Chart      | 21             |
| Tabela musical (2013)                     | Melhor posição |
| Coreia do Sul - Gaon Album Chart          | 37             |

| Tabela musical (2000)                     | Posição |
| ----------------------------------------- | ------- |
| Estados Unidos - Billboard 200            | 130     |
| Estados Unidos - Billboard Holiday Albums | 2       |

## Certificações
| País           | Provedor | Certificação |
| -------------- | -------- | ------------ |
| África do Sul  | RISA     | Ouro         |
| Estados Unidos | RIAA     | Platina      |

## Créditos
O álbum atribui os seguintes créditos:
- Vocais, vocais de apoio – Christina Aguilera, E. Dawk, Dr. John, Kim Johnson, Miari
- Teclado – Alex Alessandroni, BabyBoy, E. Dawk, The Matrix
- Trompete – Wayne Bergeron, Warren Luening
- Baixo – Chuck Berghofer
- Saxofone – Pete Christlieb, Gene Cipriano, Dan Higgins, Sal Lozano
- Bateria – Vinnie Colaiuta, Peter Erskine
- Violino – Mario de Leon, Joel Derouin, Assa Drori, Kirstin Fife, Armen Garabedian, Galina Golovin, Agnes Gottschewski, Endre Granat, Lily Ho-Chen, Tiffany Ju, Joe Ketendjian, Johana Krejci, Gary Kuo, Natalie Leggett, Kathleen Lenski, Alan Mautner, Francis Moore, Katia Popov, Barbara Porter
- Guitarra – John Goux, Ashley Ingram
- Piano – Dr. John, Tom Ranier, Bob Sanov, Billy Preston
- Órgão – Myron McKinley, Billy Preston
- Produção – Ron Fair, The Matrix
- Produção executiva – Ron Fair
- Engenharia – Brad Haehnel, The Matrix, Michael C. Ross, Sol Survivor
- Assistência de engenharia – Howard Karp, Chris Wonzer
- Mistura – Peter Mokran, Dave Pensado, Michael C. Ross
- Masterização – Eddy Schreyer
- Assistência – Chad Brown, Bobby Butler, Brian Dixon, Tony Flores, Paul Forgues, David Guerrero, Michael Huff, Ed Krautner, Charles Paakkari, Howard Risson, Chris Shepherd, Jason Stasium, Bradley Yost
- Edição digital – Tal Herzberg
- Gravação vocal – Michael C. Ross
- Programação– ChakDaddy, The Matrix, Sol Survivor
- Arranjos – Ron Fair, The Matrix, Don Sebesky
- Arranjos de cordas – Ron Fair
- Arranjos vocais – ChakDaddy, Eric Dawkins, Ron Fair
- Orquestração – Don Sebesky
- Direção de arte – Brett Kilroe
- Design – Vivian Ng
- Fotografia – Norman Jean Roy